# Concreto celular

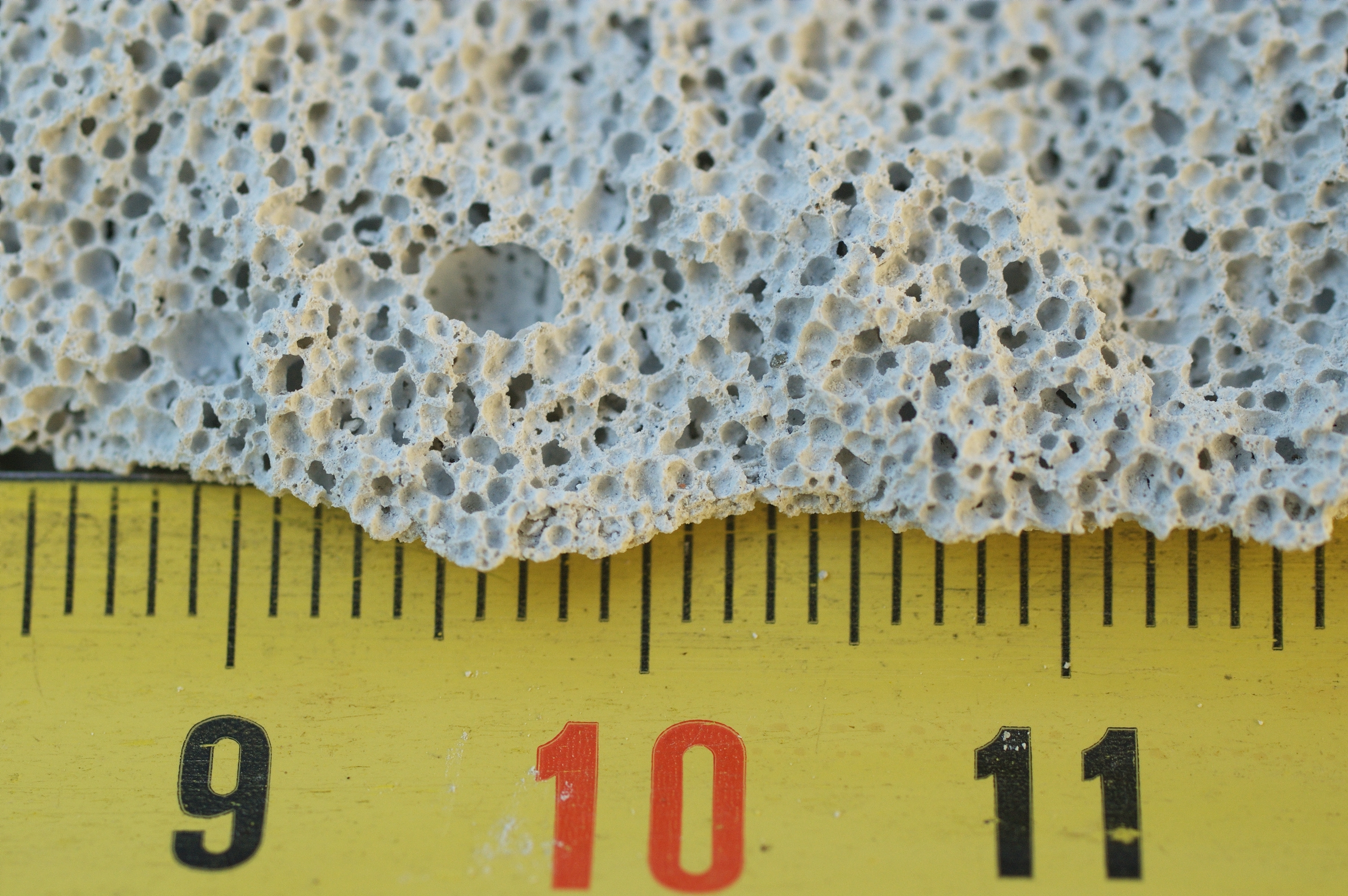
Concreto Celular Autoclavado

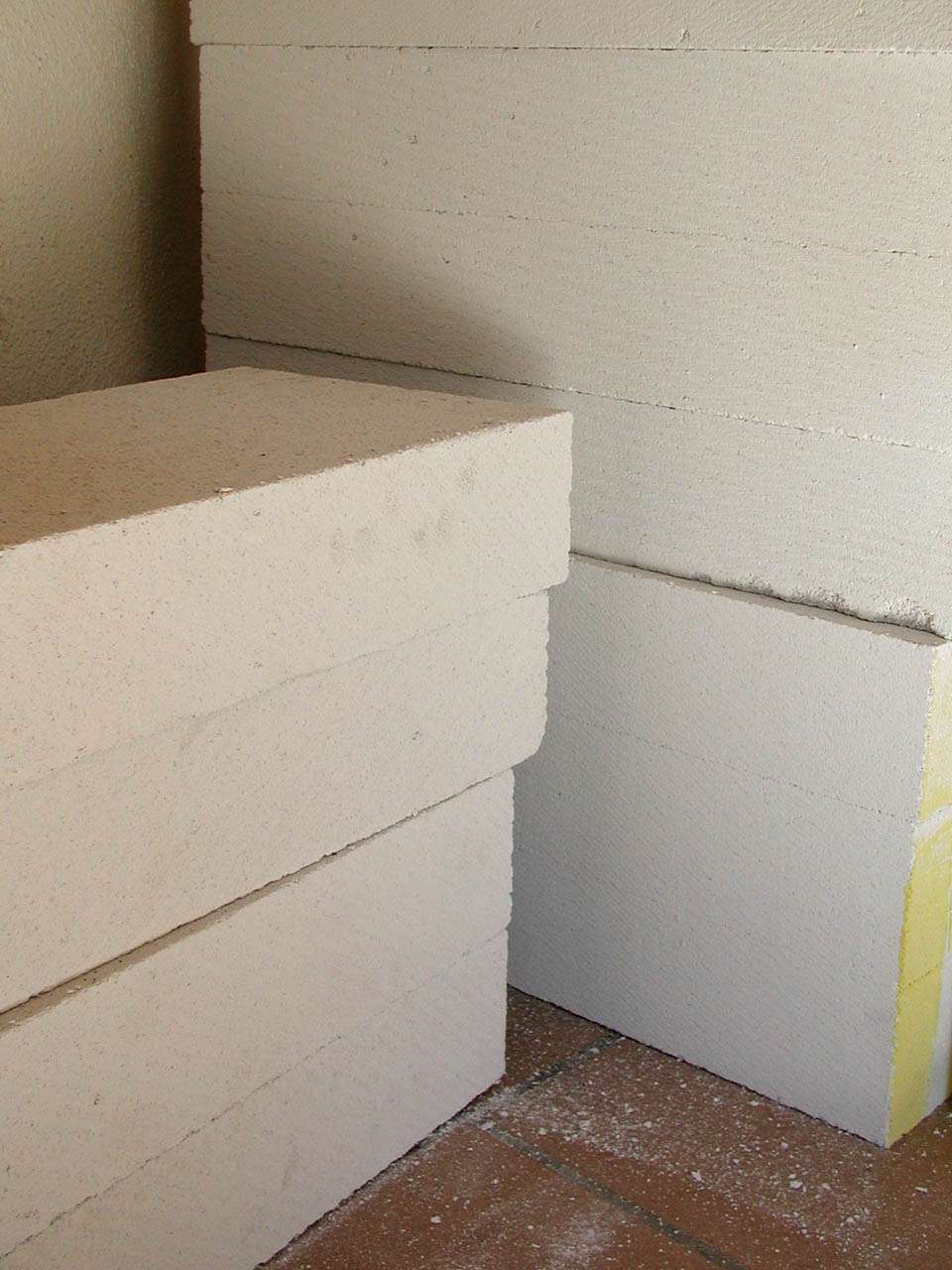
Blocos de Concreto Celular Autoclavado

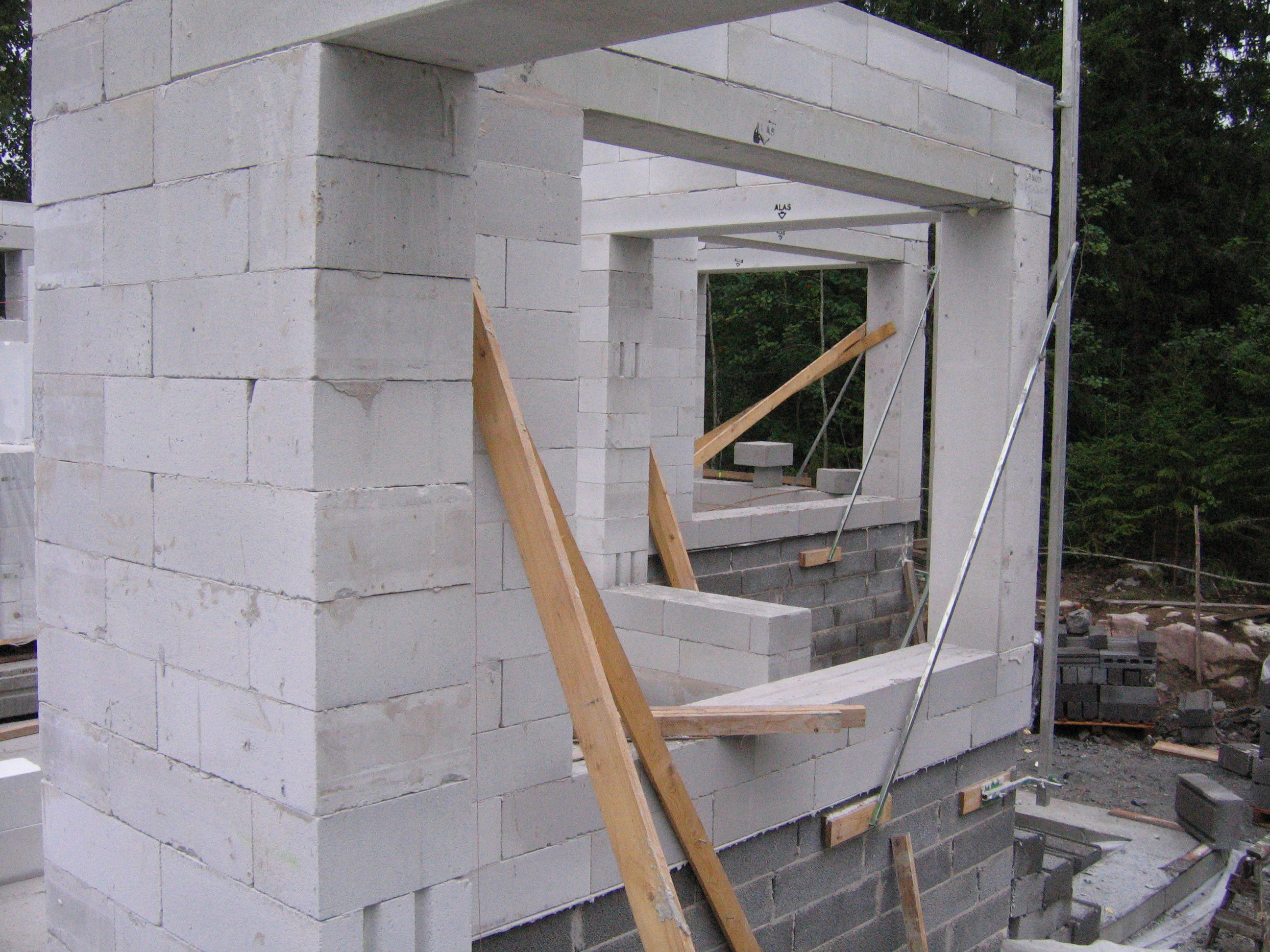
Construção de uma casa com concreto celular

Concreto celular, também conhecido como concreto celular Autoclavado (CCA) Autoclaved aerated concrete (AAC) nos EUA, concreto autoclavado, concreto poroso ou porenbeton (Alemanha), foi inventado em meados da década de 1920 pelo arquiteto e inventor sueco Johan Axel Eriksson. É um material de construção leve, pré-moldado que simultaneamente fornece estrutura, isolamento térmico-acústico, e resistência ao fogo. Produtos de CCA incluem blocos, painéis de parede, piso e painéis de telhado, revestimento (fachada), painéis e vergas.
Tem sido usado na construção como um material termicamente isolante à base de concreto, tanto interno como externo.  Além da sua capacidade de isolamento, uma de suas vantagens na construção é a sua 
instalação rápida e fácil, porque o material pode ser desbastado, polido e cortados à medida no local usando ferramentas com poder de aço carbono padrão. 
Apesar de poder ser usado argamassa de cimento normal, na maior parte dos edifícios construídos com materiais de CCA usa-se uma camada fina de argamassa, em espessuras em torno ⅛ polegadas, dependendo dos códigos de construção nacionais. Os materiais de CCA podem ser revestido com um estuque ou gesso composto para proteger contra os elementos, ou cobertos com materiais de revestimentos, como tijolo e outros.

## Vantagens
O CCA é produzido há mais de 70 anos, e oferece várias vantagens significativas sobre outros materiais de construção, sendo um dos mais importantes materiais de baixo impacto ambiental. 
- Eficiência térmica melhorada reduz a carga de aquecimento e resfriamento em edifícios.
- Estrutura porosa permite a resistência ao fogo superior.
- Trabalhabilidade permite um corte preciso, o que minimiza a geração de resíduos sólidos durante o uso.
- A eficiência dos recursos dá menor impacto ambiental em todas as fases do seu ciclo de vida, desde o processamento de matérias-primas até a eliminação de resíduos.
- O peso leve reduz os custos de energia e no transporte.
- O peso leve economiza despesas trabalhistas.
- O peso leve aumenta as chances de sobrevivência durante a atividade sísmica.
- Tamanho maior leva uma maior rapidez em trabalhos de alvenaria.

## Propriedades
O concreto celular é recomendado especialmente para o mercado residencial (casas unifamiliares e multifamiliares), as instalações (escolas, lares de idosos, hotéis, etc.) e para construção de edifícios públicos. 
Mais velho do que normalmente se pensa (ele foi inventado em 1927). O concreto celular é um material de construção usado com frequência. A nível europeu, um número estimado de 500.000 casas individuais são construídas a cada ano com este material. 
Enquanto o material é amplamente utilizado nos países do norte da Europa, por várias décadas, a sua introdução na América Latina é mais lenta devido a razões culturais. Na América Latina, por exemplo, se isola uma casa por dentro, enquanto na Alemanha, é isolado a partir do exterior. 
O isolamento interior é menos eficiente em termos de energia, devido à transmissão de calor por pontes térmicas (partidas entre paredes exteriores e paredes exteriores junto ao solo), o que representa uma média de 40% de perda de energia. 
O concreto celular é um material homogêneo e maciço com isolamento "repartido", já que não exige o uso de isolamento adicional. O produto é um "2 em 1": portante e isolante. 
O concreto celular não precisa de isolamento interior complementar. A sua estrutura alveolar composta de milhões de micro células de ar, dá as propriedades de isolamento térmico. 
Assim, o concreto celular impede quaisquer perdas de calor. Serve como uma barreira contra o calor no verão e guarda o calor da calefação dentro de casa no inverno. Ele funciona como um verdadeiro controle do clima natural. 
Outras vantagens: o concreto celular é um material que respira, permitindo que o vapor de água produzido pelos ocupantes e atividades diárias. Esta hidroregulação é essencial para evitar todos os riscos de umidade, condensação e aparecimento de fungos. 
Finalmente, o concreto celular é classificado como reação classe material mineral A1 fogo. Ele resiste ao fogo e estanca fumaça e gases tóxicos. Em caso de incêndio, uma parede de concreto celular tem uma capacidade 6h contra-fogo. 

## As matérias-primas
Ao contrário da maioria dos outros concretos em aplicações, para a sua aplicação não são utilizados agregados maiores que a areia. São utilizados como um agente de ligação a areia de sílica, cal, 
cimento e água. O alumínio em pó é utilizado a uma taxa de 0,05% -0,08% em volume (conforme na 
densidade pré-determinada). Em alguns países, como a Inglaterra, Índia e a China, as 
cinzas gerada a partir das usinas térmicas têm 50-65% de teor de sílica e é usado como um agregado. 
Quando o CCA é misturado e moldado em formas, várias reações químicas ocorrem e dão seu peso leve 
ao CCA (20% do peso do cimento) e propriedades térmicas. O pó de alumínio reage com o 
hidróxido de cálcio e a água de modo a formar hidrogênio. As espumas de gás hidrogênio dobram 
o volume na mistura em bruto (a criação de bolhas de gás até 3mm (⅛ polegada) em diâmetro).  
No final do processo de formação de espuma, o hidrogênio escapa para a atmosfera e é substituído pelo ar. 
Quando as formas são removidos a partir do material, que é sólido, mas ainda macio.  Ele é, 
em seguida, cortado ambos em blocos ou painéis, e colocado numa autoclave de câmara durante 
12 horas. Durante este processo de endurecimento da pressão de vapor, quando a temperatura 
atinge 190° Celsius (374° Fahrenheit), e a pressão atinge 8 a 12 bares, a areia de sílica 
reage com hidróxido de cálcio para formar cálcio sílica hidratado, o qual dá ao CCA sua alta 
resistência e outras propriedades únicas. Após o processo de autoclavagem, o material está pronto 
para uso imediato no local de construção. Dependendo de sua densidade, até 80% do volume de um bloco 
de CCA é ar. A baixa densidade do CCA também é responsável por sua baixa resistência à compressão 
estrutural. Ele pode transportar cargas de até 8 MPa (1160 PSI), aproximadamente 50% da resistência 
à compressão do concreto regular. 
Desde 1980, houve um aumento mundial do uso de materiais de AAC. Novas unidades de produção estão 
sendo construídas na Austrália, Barém, China, Europa Oriental, Índia, Israel, 
Rússia e nos Estados Unidos. O CCA é cada vez mais usado por desenvolvedores, arquitetos e construtores de casas em todo o mundo.

## História
O material foi aperfeiçoado em meados de 1920 pelo Dr. Johan Axel Eriksson, um arquiteto trabalhando com o professor Henrik Kreuger no Instituto Real de Tecnologia. Ele entrou em produção na Suécia, em 1929, em uma fábrica em Hällabrottet e rapidamente se tornou muito popular.
A produção de CCA na Europa abrandou consideravelmente, mas a indústria está crescendo rapidamente na Ásia, devido à forte demanda em habitação e espaços comerciais. China, Ásia Central, Índia e Oriente Médio são os maiores mercados em termos de produção e consumos de CCA. 